# 阿勒頓 (愛荷華州)
阿勒頓（英語：Allerton）是美国艾奥瓦州韋恩縣下轄的一个城市。2010年人口统计为501人。